# Felice Andreasi
Felice Andreasi, né le 8 janvier 1928 à Turin et mort le 25 décembre 2005  à Cortazzone, est un acteur italien.

## Filmographie partielle
- 1974 : Permettete, signora, che ami vostra figlia de Gian Luigi Polidoro
- 1974 : Le Soupçon de Francesco Maselli
- 1976 : Le Bataillon en folie de Salvatore Samperi
- 1976 : Mesdames et messieurs bonsoir de Leonardo Benvenuti, Luigi Comencini, Piero De Bernardi, Agenore Incrocci, Nanni Loy, Ruggero Maccari, Luigi Magni, Mario Monicelli, Ugo Pirro, Furio Scarpelli et Ettore Scola
- 1977 : L'Homme pressé d'Édouard Molinaro
- 1978 : Comment perdre sa femme et trouver une maîtresse (Come perdere una moglie e trovare un'amante) de Pasquale Festa Campanile
- 1980 : L'Amour en première classe de Salvatore Samperi
- 1982 : Sturmtruppen II (Sturmtruppen 2 - Tutti al fronte) de Salvatore Samperi
- 1983 : Il petomane de Pasquale Festa Campanile
- 1989 : Storia di ragazzi e di ragazze de Pupi Avati
- 1993 : Un'anima divisa in due de Silvio Soldini
- 2000 : Pain, tulipes et comédie de Silvio Soldini